# Simone Goyard-Fabre
Simone Goyard-Fabre, nascida em 13 de abril de 1927 em Montier-en-Der (Haute-Marne) e falecida em 14 de novembro de 2019 em Hyères, é uma filósofa francesa, professora emérita da Universidade de Caen-Normandie, com especialização em filosofia do direito, filosofia política e história das ideias políticas.  

## Biografia
O nome do pai é Étienne Fabre e o nome da mãe é Céline-Marguerite Contant. Simone Goyard-Fabre estudou na Faculdade de Letras de Paris. Formada em filosofia em 1952, lecionou no colégio de Dijon de 1952 a 19582. Defendeu sua tese na Faculdade de Letras de Paris em 1970: "Ensaio sobre a crítica fenomenológica do direito", cujo orientador foi Raymond Polin.  Sua carreira acadêmica começou em março de 1967 e terminou em novembro de 1994. Em 1982, criou os Cadernos de Filosofia Política e Jurídica, revista semestral do Centro de Filosofia Política e Jurídica da Universidade de Caen, publicada pelas edições Vrin. Em 6 de junho de 1953, casou-se com Pierre Goyard. Ela tem dois filhos: Thierry e Emmanuel.  

## Publicações
- 1967 : Hábito Humano, Escola.
- 1972 : Nietzsche e a Conversão Metafísica, Pensamento Universal.
- 1972 : Ensaio sobre crítica fenomenológica do direito, Klincksieck.
- 1972 : A Filosofia do Iluminismo na França, Klincksieck.
- 1973 : Filosofia do Direito de Montesquieu, Klincksieck, 2 ed. 1979
- 1975 : Direito e Direito na Filosofia de Thomas Hobbes, Klincksieck.
- 1975 : Kant e o problema do direito, Vrin.
- 1977 : Nietzsche e a questão política, Sirey.
- 1980 : Montesquieu, oponente de Hobbes, Minard.
- 1982 : A disputa sem fim do contrato social, PU Ottawa.
- 1986 : Apresentação do direito universal por Jean Bodin, com Lucien Jerphagnon, PUF .
- 1986 : As Grandes Questões da Filosofia do Direito, com R. Sève, PUF, 2 ed. 1993.
- 1986 : John Locke e Razão Razoável, Vrin .
- 1987 : Filosofia politica : século XVI-XX, PUF, trad. . Fontes, Brasil.
- 1989 : Jean Bodin e o Direito da República, PUF .
- 1992 : O que é política ? , Vrin .
- 1992 : Os Fundamentos da Ordem Jurídica, PUF, trad. Martín Fontes, Brasil.
- 1993 : Montesquieu : Natureza, leis, liberdade, PUF .
- 1993 : Kant e Kelsen, em italiano, Roma, Nápoles.
- 1994 : Pufendorf e Direito Natural, PUF .
- 1994 : A Construção da Paz ou a Obra de Sísifo, Vrin .
- 1995 : Montesquieu e a Constituição da Liberdade, Elipses.
- 1996 : Elementos de filosofia política, Armand Colin, trad. Maole, Brasil.
- 1996 : Filosofia do Direito de Kant, Vrin .
- 1996 : Escritos sobre direito e moral de Jean Barbeyrac, Duchemin.
- 1997 : Os Princípios Filosóficos do Direito Político Moderno, PUF, trad. Martín Fontes, Brasil.
- 1998 : O que é democracia ? , Armand Colin, trad. Martin Fontes, Brasil e Pandora, Romênia.
- 1998 : Jean Bodin e sua Política Filosófica, Elipses.
- 1999 : O Estado, figura moderna da política, Armand Colin, trad. Manole, Brasil.
- 2000 : O estado moderno : 1715-1848 (dir.), Vrin .
- 2000 : O estado de guerra, de Jean-Jacques Rousseau, Actes Sud.
- 2001 : Política e Filosofia na obra de Jean-Jacques Rousseau, PUF .
- 2002 : Os embaraços filosóficos da lei natural, Vrin .
- 2004 : O Estado no século XX (dir.), Vrin .
- 2004 : Filosofia Crítica e Razão Jurídica, PUF, trad. Senhor. Fontes, Brasil.
- 2007 : Repensando o pensamento do direito, Vrin .
- 2012 : A Textualidade do Direito, Le Cerf.
- 2015 : A normatividade do direito, Edilivre.
- 2017 : Direito, uma filosofia do intervalo, Apopsix.
- 2017 : A profissão de juiz, algumas questões filosóficas, Apopsix.

### Apresentações
- Prefácio à Utopia de Thomas More, GF.
- Prefácio ao Tratado sobre Governo Civil de John Locke, GF.
- Apresentação do Discurso sobre a Servidão Voluntária de La Boétie, Flammarion, Paris (2010)

## Supervisão de teses
Simone Goyard-Fabre orientou seis teses de doutorado em filosofia  :
- As implicações éticas e políticas dos pensamentos negativos de Schopenhauer a Spengler, Michel Onfray, 1986.
- História e direito no pensamento de Kant, Monique Castillo, 1987.
- Materialismo e teoria política em C. TEM. Helvécio (1715-1771), Olivier Perlemoine, 1988.
- Direito e ciência no pensamento de Hans Kelsen (contribuição à teoria pura do direito), Sohuily Feli Acka, 1989.
- O legado do cristianismo na democracia segundo o pensamento de Nietzsche : ensaio crítico, Youssef Marlouf, 1990.
- A " pólis » de Heidegger: lugar de reconciliação do ser e da política, Mouchir Basile Aoun, 1994.